# Sarıgöl (district)
Sarıgöl is een Turks district in de provincie Manisa en telt 35.893 inwoners (2007). Het district heeft een oppervlakte van 356,99 km².
De bevolkingsontwikkeling van het district is weergegeven in onderstaande tabel.
| 1997   | 2000   | 2007   |
| ------ | ------ | ------ |
| 35.270 | 35.621 | 35.893 |